# Mário Neves
Mário Viçoso Neves (Santa Catarina, Lisboa, 18 de janeiro de 1912 — Lisboa, 1 de janeiro de 1999) foi um dos mais célebres jornalistas portugueses do século XX. Fundou vários periódicos, entre os quais o jornal A Capital. Em democracia, foi também o primeiro embaixador de Portugal na União Soviética e na Coreia do Norte.

## Biografia
Neto de António Joaquim das Neves. Filho do jornalista Hermano Neves (Alvares, Góis, 1884 — Lisboa, 1929) e de Evangelina da Conceição Viçoso, doméstica, natural de Lisboa (freguesia de São Jorge de Arroios). Encontrando-se o pai frequentemente em viagem e sendo a mãe residente na Beira, em Moçambique, ficou a cargo da sua parente Albertina Moreira Rato da Cunha Neves, que viria a ser madrinha do seu segundo casamento. O seu pai, médico, historiófilo, e ele mesmo jornalista republicano de renome, faleceu quando tinha 17 anos.
A 19 de novembro de 1931, casou primeira vez civilmente, em Lisboa, com Ilda Rosado de Campos (São Jorge de Arroios, Lisboa, c. 1914), doméstica, filha do comerciante Augusto de Campos, natural da freguesia e concelho de Castelo Branco, e de Antónia da Silva Rosado, doméstica, natural de Elvas (freguesia de São Pedro). Por sentença de 27 de novembro de 1935, os dois divorciaram-se litigiosamente.
A 14 de setembro de 1946, casou segunda vez civilmente, em Lisboa, com Cesaltina da Silva Cristão de Almeida (Caparica, Almada, 1912 — 19 de dezembro de 1994), filha do proprietário Cipriano Rodrigues de Almeida, também natural de Caparica, e de Maria da Silva Cristão, doméstica, natural de Sesimbra (freguesia do Castelo).

### O jovem jornalista, a tomada de Badajoz vista por Mário Neves
A sua primeira grande reportagem foi realizada durante a Guerra Civil de Espanha, tendo dado a conhecer os massacres de Badajoz perpetrados pelas forças nacionalistas naquela cidade da Estremadura.
«Badajoz foi tomada pelos nacionalistas no dia 14 de Agosto de 1936 após duros combates. Foi sitiada, canhoneada e bombardeada pelos trimotores «de duro alumínio reflectindo os raios do sol», provavelmente «junkers alemães» que já intervinham em operações militares quando não havia transcorrido um mês desde a sublevação. Os legionários e os mouros das colunas em que mandavam os comandantes Carlos Asensio e António Castejón, ambos às ordens do tenente coronel Yagüe, entraram em Badajoz depois de encarniçados combates. Aos jornalistas que acompanhavam as forças de Yagüe no seu avanço desde o sul, proibiu-se-lhes ir ao Badajoz recém-conquistado, mas desde a vizinha fronteira portuguesa de Caia, o jornalista português do Diário de Lisboa, Mário Neves, e os franceses Jacques Berthet do Temps, e Marcel Dany da Agência Havas, conseguiram entrar na cidade no dia quinze. (…) Através dos relatos destes três jornalistas, a reportagem do fotógrafo René Bru, da Pathé Newsreels, e pelo que escreveu o estadunidense Jay Allen, correspondente do Chicago Tribune, que chegou a Badajoz nove dias depois, o mundo pôde conhecer a magnitude da onda de terror que acompanhava o avanço das forças nacionalistas pelo sul da Espanha.
Nos primeiros momentos logo da tomada de Badajoz, legionários mouros fuzilavam sumariamente todos os homens que encontravam pelas ruas com sinais de haverem disparado um fuzil. Posteriormente, foram concentrando os prisioneiros na praça de touros, onde os iam fuzilando por grupos com metralhadoras. Também se fuzilava no fosso das muralhas e nas portas do cemitério.
No dia dezasseis, uma coluna de fumaça branca que se elevava a um quilómetro e meio da cidade atraiu a atenção do jornalista português Mário Neves. A gente a quem perguntou lhe disse que naquela zona estava o cemitério. No dia seguinte, Mário Neves se encontrou por casualidade com um cura e travou uma conversa com ele. Foi graças a este padre que pôde descobrir a origem da misteriosa coluna de fumaça: era dos cadáveres! Amontoavam-nos no cemitério, regavam-nos com gasolina e deitavam-lhes fogo. O próprio cura o levou ao cemitério para que o pudesse ver com seus próprios olhos. A impressão foi-lhe tão forte que Mário Neves começou o despacho telefónico desse dia assim: «Vou partir. Quero deixar Badajoz, custe o que custar, o mais depressa possível e com a firme promessa à minha própria consciência de que não mais voltarei aqui.» E, com efeito, não voltou senão quarenta e seis anos mais tarde e a pedido da cadeia inglesa Granada TV, que preparava uma série intitulada The Spanish Civil War.»

### Demais carreira
Além do jornalismo, foi administrador do Instituto Português de Oncologia (1938-1948), Comissário-Adjunto de Portugal na Exposição Universal de Bruxelas (1958) e Comissário da Feira das Indústrias Portuguesas, desde a sua fundação, em 1949, até 1974.
Em 1945, fundou com Ribeiro dos Santos, com quem partilhava a direção, a revista Ver e Crer.
Durante a campanha de Humberto Delgado, em 1958, foi Mário Neves que lhe colocou a questão que tanto brado iria dar: «Senhor General, se for eleito que faz a Oliveira Salazar?», ao que este respondeu «Obviamente, demito-o!».[carece de fontes?]
Foi redator dos jornais "O Século" e "Diário de Lisboa", tendo fundado, no ano de 1968, em conjunto com Norberto Lopes, o jornal A Capital.
Após o 25 de Abril, foi o primeiro embaixador de Portugal na União Soviética (1974-1977). Nesse período, foi também embaixador não-residente na Mongólia e na Coreia do Norte. Em 1979, fez parte do V Governo Constitucional, de Maria de Lourdes Pintasilgo, na qualidade de Secretário de Estado da Emigração.

### Legado
O seu espólio documental foi entregue pela filha, Maria Emília Neves, à Fundação Mário Soares.

## Condecorações
- Comendador da Ordem Civil do Mérito Agrícola e Industrial - Classe do Mérito Industrial de Portugal (18 de julho de 1957)[10]
- Grande-Oficial da Ordem da Liberdade de Portugal (14 de abril de 1982)[10]
- 2ª Classe da Ordem da Bandeira Nacional da Coreia do Norte (4 de novembro de 1986)[11][12]
- Medalha da Ordem da Amizade dos Povos da União Soviética (3 de setembro de 1987)[11][13]
- Grã-Cruz da Ordem de Mérito da República Federal da Alemanha[5][carece de fonte melhor]
- Grã-Cruz da Ordem do Infante D. Henrique de Portugal (20 de fevereiro de 1991)[10]
- Comendador da Ordem da Coroa da Bélgica[5]
- Comendador da Ordem do Cruzeiro do Sul do Brasil[5]
- Grã-Cruz da Ordem Nacional de Mérito da França[5][carece de fonte melhor]